# Eta Cephei
Eta Cephei is een ster in het sterrenbeeld Cepheus. De ster staat samen met Theta Cephei ook bekend als Al Kidr. Wetenschappers vermoeden een exoplaneet in een baan om Eta Cephei, met een massa van 0,63 maal de massa van Jupiter.